# Ponte di Yavuz Sultan Selim
Il ponte di Yavuz Sultan Selim (in turco Yavuz Sultan Selim Köprüsü), chiamato anche il "terzo ponte sul Bosforo", è uno dei tre ponti di Istanbul, in Turchia che attraversano lo stretto del Bosforo e che permettono di collegare l'Europa con l'Asia.
É il ponte stradale e ferroviario a campata unica più lunga del mondo. 
È stato inaugurato il 26 agosto 2016. Il ponte si trova tra Poyrazköy (sulla sponda asiatica) e Garipçe (sulla sponda europea), in prossimità dell'ingresso del Mar Nero.

## Descrizione
La progettazione del ponte si è indirizzata verso una tipologia di struttura "ibrida" che fonde insieme le caratteristiche di ponte sospeso e strallato per consentire anche il traffico ferroviario . La sua lunghezza complessiva è di 2,164 m con una luce di 1408 metri. È il più largo del mondo, nella sua categoria, con 59 m di larghezza. L'altezza delle torri è di 322 m. Vi passano 8 corsie autostradali, 4 per senso di marcia, ed è predisposto per ospitare due binari ferroviari.
È stato costruito da un consorzio denominato ICA composto dall'impresa italiana Astaldi, che ha il 33,33%, e dalla turca Içtas nel corso di un triennio in seguito ad una concessione ottenuta nel 2012 che comprende anche la costruzione di un'autostrada di 150 km, la Otoyol 7 di collegamento tra le città di Odayeri e Pasakoy.
I lavori sono iniziati il 29 maggio 2013, nella ricorrenza della conquista ottomana di Costantinopoli nel 1453. Il transito sul ponte prevede una velocità massima degli autoveicoli di 120 km/h, per i treni passeggeri di 160 km/h e per i treni merci di 80 km/h.

## Nome
Il nome del ponte è stato annunciato dal presidente Abdullah Gül durante la cerimonia di posa della prima pietra come ponte Yavuz Sultan Selim, in onore del sultano ottomano Selim I (1470-1520 circa), che nel 1514-1517 espanse l'impero ottomano in Medio Oriente e in Nordafrica e ottenne il titolo di califfo dell'Islam per la dinastia ottomana dopo la conquista dell'Egitto nel 1517. Fu soprannominato Yavuz, comunemente tradotto in Occidente come "crudele"; secondo fonti di parte la traduzione corretta sarebbe "risoluto".

### Controversie
La scelta di tale nome del ponte ha suscitato proteste da parte degli aleviti in Turchia a causa del presunto ruolo del sultano Selim I nella persecuzione ottomana degli aleviti. Dopo la Ribellione di Şahkulu (1511) in Anatolia e la Battaglia di Cialdiran (1514) nell'Iran nord-occidentale, durante la quale i guerrieri Kizilbash degli aleviti dell'Anatolia orientale (che aderiscono alla setta sciita dell'Islam) si schierarono con lo scià Ismail I della Persia safavide, il vincitore Selim I ordinò il massacro dei Kizilbash, che considerava traditori ed eretici.